# Gustave Thibon

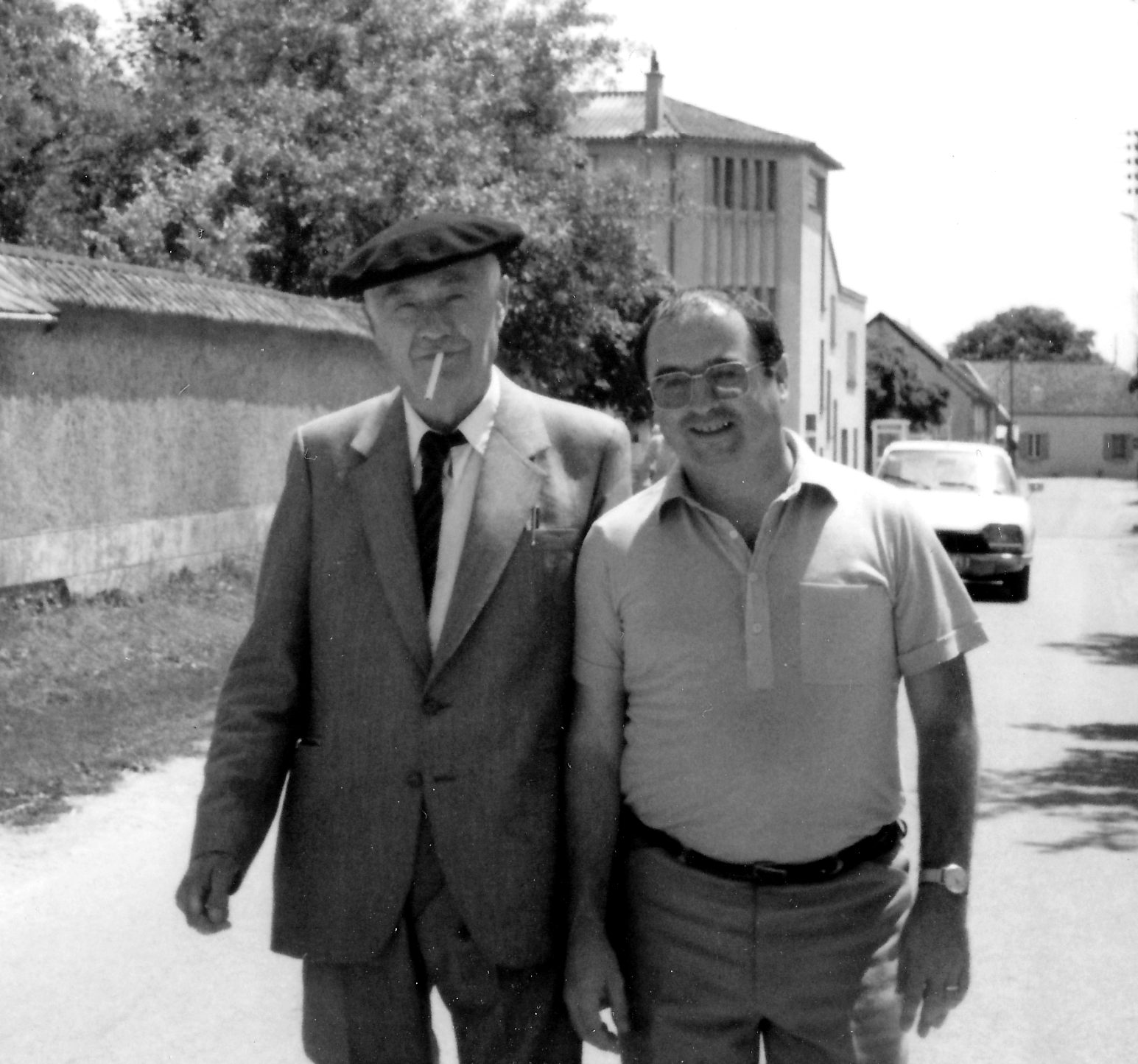
Gustave Thibon (links) mit Bernard Antony 1982

Gustave Thibon (* 2. September 1903 in Saint-Marcel-d’Ardèche; † 19. Januar 2001 ebenda) war ein französischer Philosoph und Schriftsteller.

## Leben und Werk
Gustave Thibon wuchs auf dem Gut Libian im Nordosten von Saint-Marcel-d’Ardèche unweit der Rhone auf. Sein Vater, der Gedichte schrieb, kämpfte im  Ersten Weltkrieg. Seine Mutter starb an der Spanischen Grippe. Er selbst überlebte. Von 1925 bis 1927 suchte er vergeblich beruflichen Erfolg in England, Italien und Nordafrika. Dann blieb er für den Rest seines Lebens an seinem Geburtsort und bildete sich autodidaktisch, wobei er neben ausgedehnter Lektüre die Sprachen Latein, Deutsch, Italienisch und Spanisch lernte. 1931 verdankte er der Priorin des  Karmelitinnenklosters Avignon, Eugénie Cousin (Schwester Marie-Thérèse du Sacré-Coeur), die Rückkehr zum römisch-katholischen Glauben. Über sie lernte er Jacques Maritain, Jean de Fabrègues (1906–1983) und Gabriel Marcel kennen. Politisch definierte er sich als Royalist und konservativer Anarchist.
Thibon schrieb die meisten seiner Werke von 1940 bis 1955. Er stand dem Vichy-Regime nahe, lehnte aber alle Angebote, ihn zum Aushängephilosophen zu machen, ihm einen Lehrstuhl am Collège de France zu übertragen oder ihn mit dem Francisque-Orden auszuzeichnen, ab.
Im Sommer 1941 beherbergte er für einige Monate die Philosophin Simone Weil, die ihn das Altgriechische lehrte. Sie hinterließ ihm Manuskripte, die er 1947 herausgab und die zu ihren wichtigsten Schriften gehörten (deutsch: Schwerkraft und Gnade, 1952).
Er unterstützte ab 1941 den Arbeiterpriester Jacques Loew sowie den Wirtschaftswissenschaftler François Perroux und Louis-Joseph Lebret (1897–1966) beim Aufbau des Vereins Économie et humanisme (Soziale Marktwirtschaft).
Im letzten Drittel seines Lebens hielt Thibon zahlreiche Vorträge in Europa und Amerika. Er wurde von der Académie française 1964 mit dem Grand prix de littérature und 2000 mit dem Grand prix de philosophie ausgezeichnet. Die Kritik würdigte ihn vor allem als Moralisten.

## Werke (Auswahl)
- La science du caractère. Desclée, De Brouwer et Cie, Paris 1933. (über das Werk von Ludwig Klages, auf Anregung von Jacques Maritain)
- Diagnostics. Essai de physiologie sociale. Librairie de Médicis, Paris 1940, 1946. Fayard, Paris 1985. (Vorwort von Gabriel Marcel)
- Poèmes. A. Magné, Paris 1940.
- Destin de l'homme. Réflexions sur la situation présente de l'homme. Hrsg. Marcel de Corte (1905–1994). Desclée De Brouwer, Paris 1941.
  - (deutsch)  Bestimmung des Menschen. 1949. (übersetzt von Carl Heinz Eickert, Vorwort von Walter Warnach)
- L'Échelle de Jacob. H. Lardanchet, Lyon 1942. (Auszug: Fayard, Paris 1971)
- Retour au réel. Nouveaux diagnostics. H. Lardanchet, Lyon 1943.
- Pensées sur l'amour. H. Lardanchet, Lyon 1944.
- Ce que Dieu a uni. Essai sur l'amour. H. Lardanchet, Lyon 1945, 1946. Fayard, Paris 1962.
  - (deutsch) Was Gott vereint hat, soll der Mensch nicht trennen... Herold, München 1957. (übersetzt von Else Juhász)
- Le Pain de chaque jour. Éditions du Rocher, Monaco 1945. (In: L'Échelle de Jacob. Fayard, Paris 1971)
- Offrande du soir. H. Lardanchet, Lyon 1946.
- (Hrsg.) Simone Weil: La Pesanteur et la grâce. Plon, Paris 1947.
  - (deutsch) Simone Weil: Schwerkraft und Gnade. Kösel, München 1952. (übersetzt  von Friedhelm Kemp)
- Nietzsche, ou le Déclin de l'esprit. Lardanchet, Lyon 1948. Fayard, Paris 1975.
  - (Auszug, deutsch) Nietzsche und der heilige Johannes vom Kreuz. Eine charakterologische Studie. Schöningh, Paderborn 1957. (übersetzt von Meinrada Heinrich-Ritschard)
- (mit Joseph-Marie Perrin, 1905–2002): Simone Weil, telle que nous l'avons connue. Vieux Colombier, Paris 1952. Fayard, Paris 1967.
  - (deutsch) Wir kannten Simone Weil. Schöningh, Paderborn 1954. (übersetzt von Karl Pfleger)
- La Vie à deux. Pages choisies et pensées inédites sur l'amour et le mariage. Éditions universitaires, Paris-Bruxelles 1952.
  - (deutsch) Das Leben zu zweit. Gedanken über Liebe und Ehe. Hess, Basel 1955. (übersetzt von Hans Großrieder)
- La Crise moderne de l'amour. Éditions universitaires, Paris-Bruxelles 1953.
- Vous serez comme des dieux. A. Fayard, Paris 1954, 1959, 1985.
- Notre regard qui manque à la lumière. Amiot-Dumont, Paris 1955. Fayard, Paris 1970.
- L'Échelle de Jacob. Fayard, Paris 1971.
- L'Ignorance étoilée. Fayard, Paris 1974.
- (mit Christian Chabanis) Entretiens. Fayard, Paris 1975.
- L'Équilibre et l'harmonie. Fayard, Paris 1976.
- Le Voile et le masque. Fayard, Paris 1985.
- L'illusion féconde. Fayard, Paris 1995.
- Ils sculptent en nous le silence. Rencontres. F.-X. de Guibert, Paris 2003.
- Aux ailes de la lettre. Pensées inédites, 1932–1982. Hrsg. Françoise Chauvin. Éditions du Rocher, Monaco 2006.
- Parodies et mirages ou La décadence d'un monde chrétien. Notes inédites, 1935–1978. Hrsg. Françoise Chauvin. Éditions du Rocher, Monaco 2011.
- Les hommes de l'éternel. Conférences au grand public, 1940–1985. Hrsg. Françoise Chauvin. Mame, Paris 2012.